# Krauchenwies
Krauchenwies è un comune tedesco di 5 087 abitanti,, situato nel land del Baden-Württemberg, situato a circa 10 km a sud di Sigmaringen e a circa 30 km a nord del Lago di Costanza.

## Storia
Il villaggio viene menzionato per la prima volta in un documento del 1202 appartenente all'abbazia di Reichenau, con il nome di Cruchinwis (prateria di Cruchin).

## Amministrazione

### Gemellaggi
- Isztimér